# Raoul Peck
Raoul Peck (ur. 9 września 1953 w Port-au-Prince) – haitański reżyser, scenarzysta i producent filmowy. Autor dwudziestu kilku filmów fabularnych, krótkometrażowych i dokumentalnych. W jego twórczości dominuje zainteresowanie tematyką nierówności rasowych, ukazywanych na wnikliwie zarysowanym tle historyczno-politycznym. Były minister kultury Haiti (1996-1997).

## Życiorys
W wieku ośmiu lat wraz z rodzicami i trzema braćmi opuścił rodzinne Haiti, uciekając przed krwawą dyktaturą François Duvaliera. Przez następne 24 lata jego rodzina mieszkała na stałe w Kinszasie, stolicy Demokratycznej Republiki Konga. Jego ojciec pracował tam już wcześniej jako profesor rolnictwa (pozycję tę zajął dzięki wakatowi po zwolnieniu Belgów zaraz po ogłoszeniu niepodległości kraju), a matka była asystentką kolejnych burmistrzów Kinszasy. 
Majętna, inteligencka rodzina zapewniła Raoulowi prawdziwie kosmopolityczne wychowanie. Peck uczęszczał do szkół w Kinszasie, na nowojorskim Brooklynie i we francuskim Orleanie. Studiował inżynierię przemysłową i ekonomię na Uniwersytecie Humboldta w Berlinie, po czym przez rok pracował jako taksówkarz w Nowym Jorku. Powrócił do Berlina, by kontynuować edukację, tym razem w obrębie filmu. W 1988 uzyskał dyplom tamtejszej Niemieckiej Akademii Filmu i Telewizji (DFFB). Po studiach wrócił do rodzinnego Haiti, co też miał zawsze w planach, gdzie zaczął kręcić filmy.
Jego dramat Człowiek na brzegu (1993) był rozliczeniem z dyktaturą Papy Doca z lat 60. XX w. Jako pierwszy w historii film z Karaibów startował on w konkursie głównym na 46. MFF w Cannes. Międzynarodowe uznanie i sukces frekwencyjny uzyskał Peck biograficznym filmem Lumumba (2000), poświęconym sylwetce Patrice'a Lumumby, kontrowersyjnego przywódcy niepodległego Konga.
Czasem w kwietniu (2005) był telewizyjnym filmem zrealizowanym dla stacji HBO na dziesiątą rocznicę ludobójstwa w Rwandzie z 1994 roku. Obraz zaprezentowany został w sekcji konkursowej na 55. MFF w Berlinie. Nie jestem twoim murzynem (2016) był z kolei dokumentem o postaci Jamesa Baldwina i relacjach rasowych w USA w XX w. Obraz zdobył nagrodę BAFTA i Cezara; był również nominowany do Oscara za najlepszy pełnometrażowy film dokumentalny.
Po przywróceniu demokratycznych rządów w Haiti, Peck pełnił funkcję ministra kultury w rządzie premiera Rosny Smartha od marca 1996 do października 1997 roku. Wykładał w prestiżowej szkole filmowej La Femis w Paryżu. W 1989 założył firmę producencką Velvet Film. Zasiadał w jury konkursu głównego na 52. MFF w Berlinie (2002) oraz na 65. MFF w Cannes (2012).